# 臥龍迪利郡
臥龍迪利郡（英語：Wollondilly Shire）是澳大利亞位於雪梨地區西南方的一個地方政府，與雪梨大都會內的康頓議會及金寶鎮市為鄰，地理上劃為新南威爾斯州的麥克阿瑟地區。經濟上以第一產業為主，當地水庫供應著雪梨地區97%的水資源。

## 人文
根據2006年6月30日澳大利亞統計局資料，臥龍迪利郡有居民41,977人，是新南威爾斯州內人口第53大城，比例佔州內總人口6,827,694人的0.6%。

## 郡议会
臥龍迪利郡议会有议席九座，全市分三選區，各區選出議員三名代表市民和納稅人問政，郡長非直選。

## 媒體
臥龍迪利郡的社區媒體是《Wollondilly Advertiser （页面存档备份，存于）》；電臺有2MCR與C91.3FM，居民常訂閱的報紙有《Macarthur Chronicle》與《District Reporter》，社區快報為《Wollondilly Trumpeter》。